# Olivier Carrard
Olivier Carrard (19 novembre 1956) è uno schermidore e dirigente sportivo svizzero, vincitore di una medaglia d'argento ai campionati mondiali di scherma.
Dal 2009 è presidente della Federazione Svizzera di Scherma